# Othona
Othona (łac. Dioecesis Othonensis, ang. Diocese of Othona) – stolica historycznej diecezji w Anglii, erygowanej w VII wieku. Współcześnie pozostałości Othony znajdują się w pobliżu miejscowości Bradwell-on-Sea w hrabstwie Essex. Obecnie katolickie biskupstwo tytularne.

## Biskupi tytularni
| Lp. | Biskup               | Funkcja                                          | Od               | Do               |
| --- | -------------------- | ------------------------------------------------ | ---------------- | ---------------- |
| 1   | Bernard Patrick Wall | biskup pomocniczy Brentwood (Wielka Brytania)    | 14 kwietnia 1969 | 18 czerwca 1976  |
| 2   | Anthony Hitchen      | biskup pomocniczy Liverpoolu (Wielka Brytania)   | 28 maja 1979     | 10 kwietnia 1988 |
| 3   | Vincent Nichols      | biskup pomocniczy Westminsteru (Wielka Brytania) | 5 listopada 1991 | 15 lutego 2000   |
| 4   | George Kocherry      | nuncjusz apostolski                              | 10 czerwca 2000  |                  |